# Stadtgebärdensprache
Eine Stadtgebärdensprache (englisch deaf-community sign languages oder urban sign language) ist eine Gebärdensprache die entsteht, wenn Gehörlose ohne gemeinsame Sprache in einer Stadt, Gehörlosenschule oder Verein zusammenkommen und eine Gemeinschaft bilden. Dabei kann es sich um eine formelle Situation handeln, wie beispielsweise die Gründung einer Schule für gehörlose Schüler, oder um eine informelle, wie beispielsweise die Migration in die Städte auf der Suche nach Arbeit und das anschließende Zusammenkommen gehörloser Menschen zu sozialen Zwecken. Ein Beispiel für die erste Möglichkeit ist die Idioma de Signos Nicaragüense (ISN, Nicaraguanische Gebärdensprache), die entstand, als gehörlose Kinder in Nicaragua zum ersten Mal zusammengebracht wurden und nur mündlichen Unterricht erhielten. Ein Beispiel für die letztere ist die Bamako Sign Language, die in den Teekreisen der ungebildeten Gehörlosen in der Hauptstadt Mali entstand. Die ISN ist heute eine Unterrichtssprache und wird als nationale Gebärdensprache anerkannt. Die Bamako Sign Language ist dies nicht und wird durch die Verwendung der American Sign Language (ASL, Amerikanische Gebärdensprache) in Gehörlosenschulen bedroht.
Diese Gebärdensprachen können sich durch ihren großen Kontakt zur Gehörlosengemeinschaft zu nationalen oder internationalen Gebärdensprachen entwickeln.
Stadtgebärdensprachen (Gebärdensprachen von Gehörlosen) unterscheiden sich von Dorfgebärdensprachen (Gebärdensprachen aus Dörfern) dadurch, dass sie dazu neigen, zumindest anfangs nur von gehörlosen Menschen verwendet zu werden, und die meiste Kommunikation zwischen Gehörlosen stattfindet. Gebärdensprachen aus Dörfern hingegen entwickeln sich in relativ isolierten Gebieten mit einer hohen Zahl angeborener Gehörloser, wo die meisten Hörenden gehörlose Familienangehörige haben, sodass die meisten Gebärdensprechenden hörend sind. Diese Unterschiede haben sprachliche Konsequenzen. Städtischen Gehörlosengemeinschaften fehlt das gemeinsame Wissen und der soziale Kontext, der es Gebärdensprechenden aus Dörfern ermöglicht, zu kommunizieren, ohne verbal explizit zu sein. Gebärdensprechende aus Gehörlosengemeinschaften müssen mit Fremden kommunizieren und müssen daher expliziter sein; man nimmt an, dass dies zur Folge haben könnte, dass sich grammatische und andere linguistische Strukturen in der entstehenden Sprache entwickeln oder zumindest deren Entwicklung beschleunigen. So ist zum Beispiel nur von Gebärdensprachen von Gehörlosengemeinschaften bekannt, dass sie den Gebärdenraum abstrakt und grammatikalisch verwenden. Beide Arten der Gehörlosen-Gebärdensprachen unterscheiden sich von Sprachtabusprachen, wie etwa den verschiedenen Gebärdensprachen der Aborigines. Diese wurden von der hörenden Gemeinschaft entwickelt und von Gehörlosen nur sekundär verwendet. Es handelt sich dabei nicht um eigenständige Sprachen.
Die Sprachen der Gehörlosengemeinschaft können sich direkt aus Hausgebärden oder vielleicht aus Idioglossie-Gebärden (in Familien mit mehr als einem gehörlosen Kind) entwickelt haben, wie es bei der ISN der Fall war, oder sie können sich aus den Gebärdensprachen der Dörfer entwickelt haben, wie es zumindest teilweise bei der ASL der Fall zu sein scheint, die in einer Schule für Gehörlose entstand, in der die Langue des signes française (LSF, Französische Gebärdensprache) die Unterrichtssprache war, aber größtenteils aus zwei oder drei Gebärdensprachen der Dörfer der Schüler abgeleitet zu sein scheint.

## Sprachen
Sobald sich eine Gebärdensprache etabliert hat, kann sie sich verbreiten und weitere Sprachen hervorbringen, insbesondere wenn es sich um eine Unterrichtssprache handelt, wie beispielsweise die Französischen Gebärdensprachen. Die folgenden Sprachen wurden vermutlich in neuen Gehörlosengemeinschaften ohne direkte Übertragung einer bestehenden Gebärdensprache etabliert. Es gibt vermutlich noch weitere; bei vielen Gebärdensprachen gibt es keine Aufzeichnungen darüber, wie sie entstanden sind.:
- British Sign Language (Britische Gebärdensprache) (Stadt→Schule)
- Deutsche Gebärdensprache (städtisch)
- Vieille langue des signes française (Alte Französische Gebärdensprache) (städtisch)
- Lyoner Gebärdensprache (städtisch) (Existenz wird mittlerweile angezweifelt)[3]
- Japanische Gebärdensprache (schulisch?)
- Chinese Sign Language (schulisch)
- Tibetan Sign Language (Standardisierung mehrerer Gemeinschaftssprachen)
- Thai Sign Language (städtische Gebärdensprache mit bedeutendem Einfluss der ASL)
- Qahveh Khaneh Sign Language (städtisch)
- Indo-Pakistan Sign Language (Indo-Pakistanische Gebärdensprache)
- Sri Lankan sign languages (Schulgebärden, vierzehn Sprachen)
- Israel Sign Language (Israelische Gebärdensprache)
- Bamako Sign Language (städtisch)
- Mbour Sign Language (städtisch)
- Hausa Sign Language (städtisch)
- Tanzanian sign languages (Schulgebärden, sieben Sprachen)
- American Sign Language (Amerikanische Gebärdensprache) (Schulgebärden; Dorfgebärdensprachen mit bedeutendem Einfluss der Französischen Gebärdensprache)
- Idioma de Signos Nicaragüense (Nicaraguanische Gebärdensprache) (Schulgebärden)
- Venezuelan Sign Language
- Far North Queensland Indigenous Sign Language (Cairns und weiter nördlich)

Andere lokal entwickelte Gebärdensprachen, die auf diese Weise entstanden sein könnten, sind:
- in Afrika:
  - Burkina Sign Language
  - die verschiedenen Ethiopian sign languages
  - Guinea-Bissau Sign Language
  - Kenyan Sign Language
  - Libyan Sign Language
  - Maroua Sign Language
  - die verschiedenen Sudanese sign languages
  - Ugandan Sign Language
  - Zambian Sign Language
  - Zimbabwean Sign Language
- in Amerika:
  - Língua Brasileira de Sinais (Brasilianische Gebärdensprache)
  - Colombian Sign Language
  - Ecuadorian Sign Language
  - Jamaican Country Sign Language
  - Peruvian Sign Language
  - Chiriqui Sign Language
- in Asien:
  - Old Bangkok Sign Language
  - Old Chiangmai Sign Language
  - Penang Sign Language
  - Hanoi Sign Language
  - Saigon Sign Language
  - Haiphong Sign Language
  - Yogyakarta Sign Language
  - Nepalese Sign Language
  - Kurdish Sign Language
- in Europa:
  - Llengua de Signes Catalana (Katalanische Gebärdensprache)
  - Lengua de Signos Española (Spanische Gebärdensprache)
  - Deutschschweizer Gebärdensprache
  - Svenskt teckenspråk (Schwedische Gebärdensprache)